# Allium lutescens
Allium lutescens — вид рослин з родини амарилісових (Amaryllidaceae); поширений у Казахстані, Узбекистані, Киргизстані.

## Поширення
Поширений у Казахстані, Узбекистані, Киргизстані.